# Akiyo
Akiyo est un groupe de musique, un mouvement culturel engagé guadeloupéen, créé en 1979 et qui a pris une part active dans le mouvement de grève générale de 2009.

## Histoire

### 1978, la naissance
Vers 1978, pendant l’époque de revendication indépendantiste, les frères Nankin et quelques amis révolutionnaires et amoureux de gwo-ka (dont le légendaire Vélo) décident de moderniser le carnaval guadeloupéen et d'éliminer les costumes en satin-paillettes et les bidons en plastique qui servent à l'époque d'instruments aux carnavaliers. Ils les remplacent alors par des masques et des tambours traditionnels à peaux (boula et maké) et adaptent le jeu en ré-introduisant le rythme du gwo-ka traditionnel, né en Guadeloupe.
Renvoyant aux oubliettes le carnaval « satin », ils choisissent de choquer avec ces masques, voire de faire peur en s'enduisant parfois le corps de goudron ou de roucou.
Leur objectif est de revaloriser la culture guadeloupéenne, souvent auto-dénigrée par les Guadeloupéens. L'idée plaît et Akiyo devient vite le groupe de carnaval préféré des Guadeloupéens.
Rappelons qu'en 1978, les premières sorties d'un groupe de percussionnistes donnaient l'élan à une nouvelle organisation et une réelle structure tant à la fabrication des premiers tambours en bois par Ray.H lui-même. À savoir que le regroupement, en 1981, d'éléments tels que feu  Gaston Angele premier marqueur (MAKÈ) du groupe et d'autres tels que Marceau, Fred Julianus, Jacques-Marie Basses, etc. finalisaient et amélioraient tant les instruments eux-mêmes que la structure réelle du rythme devenu aujourd'hui fondamental dans l'expression "MASS".
Les origines du mouvement entre 1978,1979 et 1981.
En 1978, sur une petite colline à Grand-Camp, un groupe de jeunes musiciens passionnés de Gwoka et profondément engagés dans l’évolution de la musique racine investit un local abandonné. Ils y hébergent  Marcel LOLIA dit Vélo ainsi que Fernand Gabriel batteur international, qui y développe alors ses premiers cours de batterie. Ce dernier transmet une idée forte : organiser une batterie de tambours mettant en valeur les rythmes joués par le groupe de Turenne, Mokafa et quelques autres pionniers de ce qui était alors connu sous le nom de Mas a Senjan.
Cette même année, une première expérience est tentée. Une bande de jeunes percussionnistes, accompagnés de quelques membres du groupe Takouta, se rendent à Pointe-à-Pitre avec divers tambours Ka et autres petits tambours fabriqués, entre autres, par Patrick ADJAR NERESTAN. Ce n’était alors qu’un fœtus d’idée, une ébauche qui allait progressivement évoluer.
En 1981, une nouvelle dynamique vient structurer et perfectionner ce projet. Sous l’impulsion de Ray.H (Maurice Debranche), Fred Julianus, Patrick Nankin, Daniel Hugonin, et d’autres figures majeures (qui se reconnaîtront), le concept est réorganisé et trouve enfin sa pleine expression.

### Mouvman kiltirèl AKIYO
En 1984, année de la mort de Vélo, maître ka de la Guadeloupe, Akiyo se constitue en association loi 1901 et se baptise « mouvement culturel ». Akiyo, depuis sa fondation, s'est positionné d'emblée sur un terrain militant et de résistance culturelle. Joël Nankin, membre du MPGI, passe ainsi six ans en prison de 1983 à 1989.
En effet, il reprend à son compte la musique des laissés-pour-compte de la société (musique mas a senjan). De plus, ce groupe n'a pas cessé de dénoncer la répression, le malaise social, le colonialisme, les guerres et les essais nucléaires.

### 1985, la controverse
Le carnaval guadeloupéen a toujours été considéré comme un exutoire et comme un moyen de dérision. Les esclaves voyaient en cette fête une occasion de se défouler mais aussi de tourner en dérision, par les déguisements notamment, leurs maîtres dominateurs. Idée de dérision qui est reprise par le groupe Akiyo qui n’hésite pas à endosser la couleur kaki et les casques coloniaux, symboles de l'oppression coloniale.
En 1985, le sous-préfet Hugodot, interdit cette pratique "irrespectueuse" et tente de censurer le groupe pour « atteinte à l’intégrité de l’État français ».
Le sous-préfet rédige une note aux Renseignements généraux pour leur interdire toute sortie publique. 
Le groupe est accusé d'être un bastion de terroristes mais la population s’en mêle et cette interdiction entraîne la descente dans les rues de plus de 8 000 personnes. Le sous-préfet est rappelé dans l'hexagone et Akiyo prend conscience de son importance.
« Une composition dénonçait la répression militaire, mais pas uniquement en Guadeloupe, car Akiyo ne limite pas son champ d’investigation à notre île » dit alors Michel Halley.

### La Scène
Devant le succès de la formule, ils décident de l'étendre et créent "Akiyo Mizik", la version scénique du groupe. Leur premier spectacle a lieu en 1988 avec quelque 80 musiciens sur scène.

### Le Premier Album
En 1992, ils sortent leur premier album, Mémoires produit par Korosol Music, la société de Jacob Desvarieux et participent aux festivals de Pointe-à-Pitre, d'Angoulême, à la Feria de Nîmes, et de nombreux autres festivals.
Leur premier disque est un grand succès dans l’île, sans aide d’aucune publicité.

### Le Message
Depuis, ils sont régulièrement invités en France, où ils transmettent leur savoir à des jeunes du Val-de-Marne ou de la Seine-Saint-Denis, et où ils rencontrent des groupes différents mais amis, comme le gascon Bernard Lubat ou le groupe breton de fest-noz Carré Manchot. Leur musique s’appuie sur des ostinatos rythmiques, qui incitent à la danse et donnent du souffle pour les grands défilés carnavalesques ; leurs paroles sont le plus souvent politiques, abordant aussi bien des problèmes liés directement à la Guadeloupe (le crack, les problèmes économiques, etc.) qu’au reste du monde (contre les guerres, contre l’aide humanitaire, etc.). 
Sur le pur plan du carnaval, ce groupe a remporté de nombreux concours et est incontestablement un puissant vecteur de diffusion mondiale de cette forme de musique de par notamment les nombreux albums et concerts qu'il met en place. Derniers exemples en date, sa présence remarquée le 20 janvier 2002 au Théâtre de l'Odéon à Paris dans le cadre d'Identité Caraïbe, ainsi qu'en invité au concert au Stade de France du groupe Kassav', le 16 mai 2009, où ils annoncent qu'ils seront au Bataclan de Paris trois soirs consécutifs en novembre de la même année. 
Ils ont collaboré à plusieurs reprises avec Admiral T.
Akiyo hurle aux Guadeloupéens d’exister, d’inventer, de produire des choses. Et au reste du monde, que la Guadeloupe existe et qu’elle entend continuer.

### Les albums suivants
Après des déboires juridiques avec leur producteur, le second album, Mouvman sort en 1993 chez Déclic ainsi que le troisième, Dékatman en 1996.
En 1997, après la démission de Michel Halley, jusqu'alors président de l'association, ils remixent et rééditent le premier album. Au total, Akiyo a sorti une douzaine d’albums ; outre les festivals en France, il participe à la cérémonie d’ouverture de la coupe du monde de football de 1998.

## La grève générale de 2009
Dans la continuité de cet engagement, le groupe est à l’origine de la formation du LKP lors de la grève générale des Antilles françaises de 2009, aux côtés de l’UGTG d’Élie Domota. Durant les séances de négociations nocturnes, des dizaines de percussionnistes jouaient du gwo-ka autour des bâtiments. Jacques Bino lui-même était joueur de tambour.

## Discographie

### Albums
| Titre                            | Année | Label                  | ASIN       |
| -------------------------------- | ----- | ---------------------- | ---------- |
| Mémoires                         | 1992  | Korosol Music          |            |
| Mouvman                          | 1993  | Blue Silver            | B00008ES25 |
| Dékatman                         | 1995  | Déclic Communication   | B00004V0KQ |
| Mémoires (Remix)                 | 1997  | Déclic                 | B000007NWT |
| A de men pou démen               | 1998  | Déclic Communication   | B00000I16E |
| Best of Akiyo                    | 2000  | Créon Music            | B0000VCT3U |
| Le Meilleur                      | 2005  | Créon Music            | B000852GMW |
| Ki yo vlé ki yo vé pa Akiyo la ! | 2007  | Aztec Musique          |            |
| Yè, Jòdi, Dèmen                  | 2012  | Mouvman Kiltirel Akiyo |            |
| Mastodont                        | 2013  | Mouvman Kiltirel Akiyo |            |

### Collaborations
| Titre           | Année | Label                | Artistes                         |
| --------------- | ----- | -------------------- | -------------------------------- |
| Liyannaj        | 1999  | Déclic Communication | Carre Manchot & Akiyo'Ka         |
| Liyannaj (Live) | 2003  |                      | Carre Manchot & Akiyo'Ka         |
| Liyannaj neve   | 2013  |                      | Kéjaj, Akiyo'Ka & Gwo ka Masters |

### Filmographie
- Akiyo, Jénez, de Zayanfim (prod.) et de Yannick Rosine, Stéphane Fahrasmane (réal.), 2013, 60 min [[fiche akiyo-jenez |détail des éditions]] : Documentaire

## Sources